# Anonyme de Valois
On donne le nom d'Anonyme de Valois (ou fragment de Valois, en latin Anonymus Valesianus) à deux courts textes historiques latins du IVe siècle et VIe siècle. Henri Valois qui leur donne son nom les publia pour la première fois dans son édition de 1636 d'Ammien Marcellin, la première à avoir été imprimée. L'anonyme de Valois est aussi parfois appelé Excerpta Valesiana, mais il est préférable de ne pas utiliser cette appellation car elle peut induire une confusion avec la collection d'extraits constantiniens d'époque byzantine publiée aussi par Henri Valois que l'on appelle aussi parfois Excerpta Valesiana. De plus, pour les deux anonymes, cette appellation est aussi sans doute impropre car l'on ne sait si les deux textes sont bien des extraits.
Le texte de la Pars prior n'est connu que par un unique manuscrit du IXe siècle, le Codex Berolinensis 1885. La Pars posterior dans l'édition de Jacques Moreau vient de deux autres manucrits, qui dérivent d'un original disparu. Les deux textes n'ont aucun rapport entre eux et sont de deux ou trois auteurs différents.
- Anonymus Valesianus I ou Pars prior, souvent nommé Origo Constantini Imperatoris porte sur la marche au pouvoir de Constantin Ier, pour la période allant de 305 à 325[1] ou 338[5]. Certains chercheurs ont proposé d'y voir un extrait de l'hypothétique Enmanns Kaisergeschichte. Son premier rédacteur, sans doute légèrement postérieur à Ammien Marcellin, passe sous silence les lois favorables aux chrétiens. Une seconde version ajoute des Interpolations tirées de Paul Orose concernant les chrétiens, et des élements empruntés à Aurelius Victor, Zosime et Eutrope[5]. voir origo constantini imperatoris
- Anonymus Valesianus II ou Pars posterior, aussi appelé Chronica Theodericiana à la suite de Theodor Mommsen, a été composé après 527 autour de Ravenne, et couvre les événements allant de l'avènement de Julius Nepos en 474 à la mort de Theodoric le Grand en 526[5]. Le début du règne de Théodoric est présenté par un auteur qui lui est favorable, la fin de règne à partir de 518 est d'un autre chroniqueur qui déteste visiblement Théodoric[6]. La narration utilise peut-être comme source une chronique perdue de Maximien de Ravenne. Elle est rédigée dans un latin qui s'éloigne des règles classiques.